# Enric Majó
Enric Majó i Miró  (Rubí, 22 de marzo de 1945) es un actor español.

## Biografía
Actor eminentemente teatral que ha desarrollado casi toda su carrera en su Cataluña natal, debutó sobre las tablas con tan solo 20 años, en 1965, en la obra Después de la caída, de Arthur Miller, cn dirección de Adolfo Marsillach.
Cinco años después se estrenaba en Madrid con la Compañía de Núria Espert, en la obra Yerma, de Federico García Lorca. En las dos décadas siguientes compagina teatro con algunas incursiones en televisión, especialmente para el circuito catalán de TVE. Entre las escasas emisiones para toda España en las que participó, son mencionables sendos montajes para el espacio Estudio 1 que protagonizó: Hamlet (1970) y La dama de las camelias (1978), junto a Núria Espert.
Una notable excepción fue Goya (1985), ya que se emitió en todo el territorio nacional, con gran éxito de audiencia, y fue reemitida posteriormente. Esta serie recreaba la vida del pintor Francisco de Goya, encarnado por Majó, con un extenso reparto: José Bódalo, Marisa Paredes, Verónica Forqué, Raf Vallone...
Desde los años noventa ha tenido una presencia más continua en la pequeña pantalla, concretamente en la cadena autonómica catalana TV3, donde ha intervenido en las series Nissaga de poder (1996-1998), Nissaga L’herencia (1999) y Majoria absoluta (2003-2004).
En cuanto a su paso por el cine, ha intervenido en media docena de películas, destacando El pájaro de la felicidad (1993), de Pilar Miró.

## Vida personal
Mantuvo una relación sentimental con el escritor Terenci Moix durante 14 años.

## Teatro
- A la jungla de les ciutats, de Bertolt Brecht; dirigido por Ricard Salvat.
- Farsa y licencia de la reina castiza, de Valle-Inclán; dirigido por Enric Flores.
- El triunfo del amor, de Pierre de Marivaux; dirigido por Carme Portaceli.
- Cançó de la terra, de Verdaguer/Subirachs, dirigido por Lluís Solá.
- La cabeza del Dragón, de Valle-Inclán; dirigido por Alfons Flores.
- Les paraules de l'ànima, de Raimundo Lulio; dirigido por Xavier Albertí, y El mercader de Venecia, de Shakespeare; dirigido por Sergi Belbel, ambas para el Centro Dramático de la Generalidad de Cataluña.
- La gateta i el mussol, de Bill Manhoff; dirigida por Ricard Reguant.
- Una visita inoportuna, de Copi; dirigida por Jorge Lavelli.
- Joc de dos, de Dario Fo y Franca Rame; dirigido por Enric Flores.
- Ondina, de Jean Giraudoux; dirigida por Santi Sans.
- Terra Baixa de Angel Guimerà; dirigida por Josep Montanyes y Josep María de Sagarra.
- Lucrecia Borgia, de Maria Aurelia Capmany y Edipo Rey, de Sófocles;  dirigidas por Josep Anton Codina.
- El desdén con el desdén, de Agustín Moreto; dirigida por Gerardo Malla.[3]
- Quan la radio parlava de Franco, de Josep Maria Benet y Terenci Moix; dirigida por Joan Oller.
- La cacatua verda, de Arthur Schnitzler; dirigida por Pere Planella para el Teatre Lliure.
- El bon samarità, de Juanjo Abellán; dirigida por Lluís Pasqual, Pere Planella y Fabià Puigserver.
- Tartan dels micos, escrita y dirigida por Terenci Moix.
- El retaule del Flautista, de Jordi Teixidor; dirigida por Feliu Formosa.
- Un home és un home, de Bertolt Brecht.
- Mort de dama de Villalonga y Ronda de Mort a Sinera, dirigidas por Ricard Salvat.
- Marat Sade, de Peter Weiss; dirigida por Adolfo Marsillach.